# Tenskwatawa

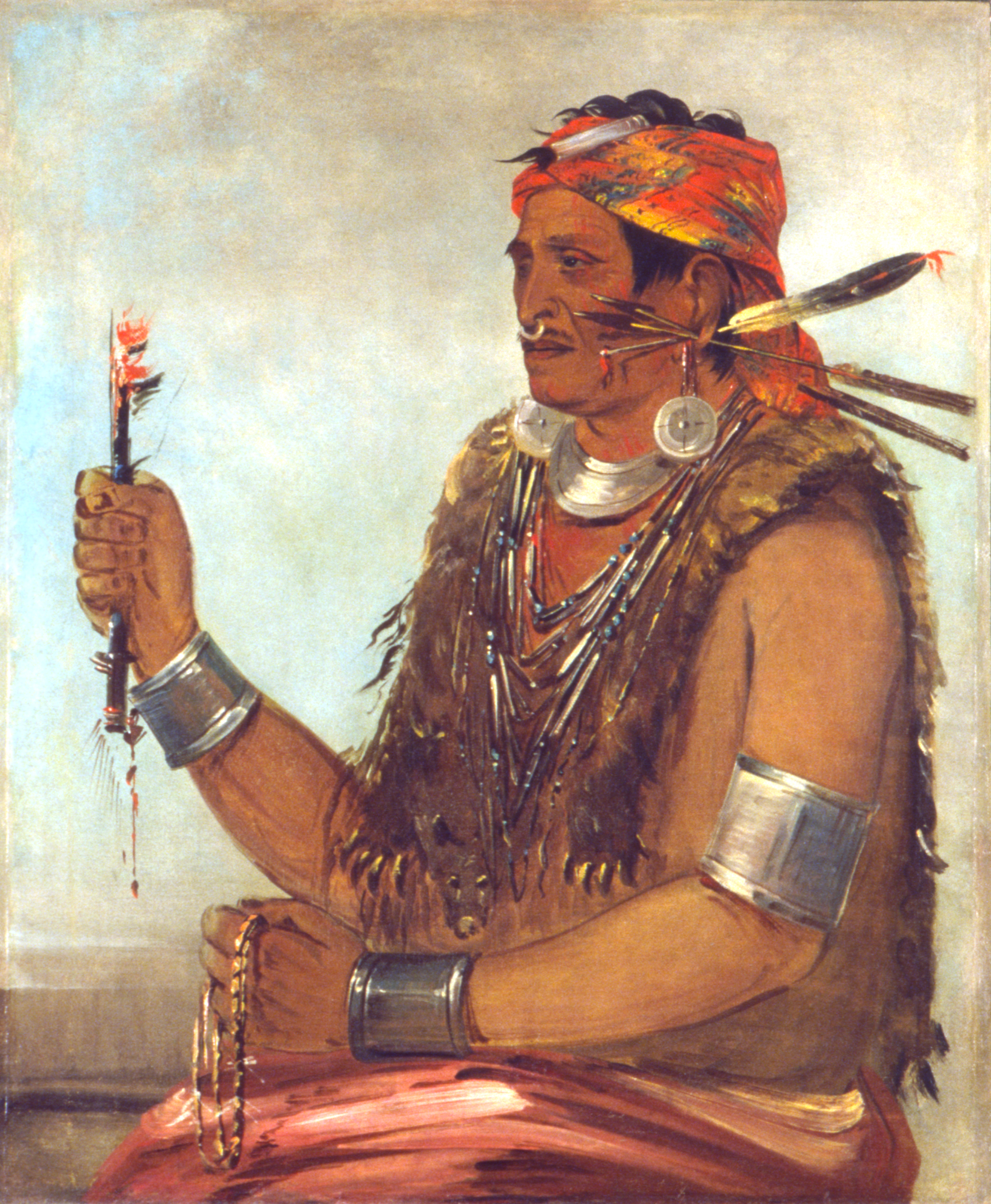
Ten-sqúat-a-way (gemalt 1830 von George Catlin).

Tenskwatawa, auch Elskwatawa (deutsch Die offene Tür), ursprünglich Lalawethika (deutsch Die Rassel/Der Lärmmacher), (* 1775; † 1836 im Bundesstaat Kansas) war ein Häuptling und Schamane der Shawnee-Indianer. Er ist der Bruder des bekannten Indianerführers Tecumseh (1768–1813), der versucht hatte, eine indianische Allianz aufzubauen und im Britisch-Amerikanischen Krieg getötet wurde. Tenskwatawa wurde bekannt als „Der Prophet“ bzw. der „Shawnee-Prophet“.

## Frühe Jahre

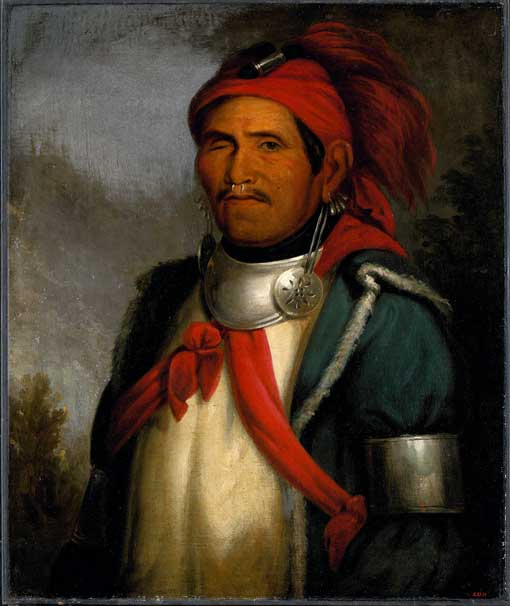
Der einäugige Prophet (Porträt von Charles Bird King)

Weil sein Vater schon vor seiner Geburt gestorben war und seine Mutter kurz darauf die Familie verließ, wuchs Tenskwatawa als Waise auf. Er galt als Taugenichts und Außenseiter. Er hatte weder als Jäger noch als Kämpfer besondere Erfolge aufzuweisen. Bei einem Jagdunfall verlor er ein Auge. Er war eine ständige Zielscheibe des Spottes und verfiel dem Alkohol.

## Der Religionsführer
Das änderte sich schlagartig 1805, als er eine Reihe großer Visionen hatte. Tenskwatawa wurde zum Prediger und forderte zur Rückkehr zum traditionellen Leben auf. Er verbot seinen Anhängern europäische Nahrung, Kleidung und alle Fabrikprodukte, die Einehe sowie den Genuss von Alkohol. Er initiierte einige Hexenverfolgungen von indianischen Christen und forderte die „Anbetung der Erde“. Dies bewegte seinen Bruder Tecumseh vermutlich zur ältesten belegten Nennung einer „Mutter Erde“ in einer Rede gegenüber weißen Zuhörern 1812. Die Zahl seiner Anhänger wuchs rasch und er wurde vorübergehend zum indianischen Religionsführer.
Zum Zentrum der Religionsbewegung entwickelte sich die Indianersiedlung Tippecanoe, wo Tenskwatawa lebte. Der Ort wurde, ihm zu Ehren, in Prophetstown umbenannt.

## Niedergang
Mit der Schlacht von Tippecanoe, im Jahre 1811, verlor Tenskwatawa schlagartig sein Ansehen als Religionsführer und gewann es nie mehr wieder. Das lag nicht nur an der Niederlage der Indianer und der Vertreibung aus Prophetstown, sondern auch an den falschen Voraussagen von Tenskwatawa, beispielsweise seine Weissagung von der Unverwundbarkeit der Indianer in dieser Schlacht.